# Wasserzeichen

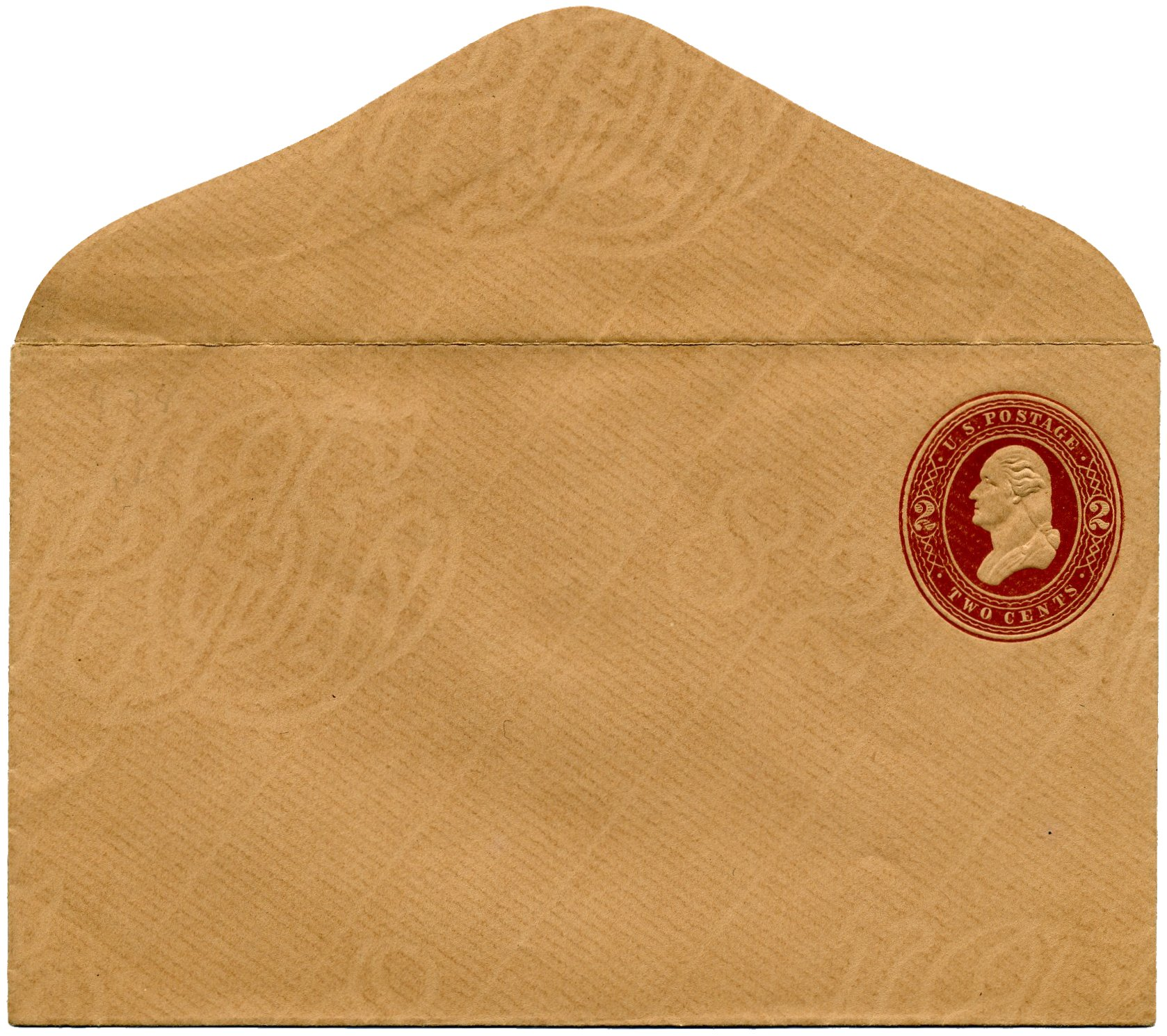
Modernes Wasserzeichen in einer historischen Ganzsache

Wasserzeichen sind in Papier durch unterschiedliche Papierstärken eingebrachte, mittels Lichtdurchlass erkennbare Bildmarken und dienten ursprünglich zur Kennzeichnung der herstellenden Papiermühle. Sie werden unter anderem als ein Sicherheitsmerkmal bei Banknoten und Briefmarken sowie in Personaldokumenten eingesetzt. Da Wasserzeichen ein bestimmtes Vorgehen benötigen, um wahrnehmbar zu sein (Papier gegen das Licht halten), werden nicht wahrnehmbare Markierungen in digitalen Inhalten, die ebenfalls nur mit einem vorgegebenen Verfahren detektiert werden können, als digitale Wasserzeichen bezeichnet.

## Wasserzeichen in Papier

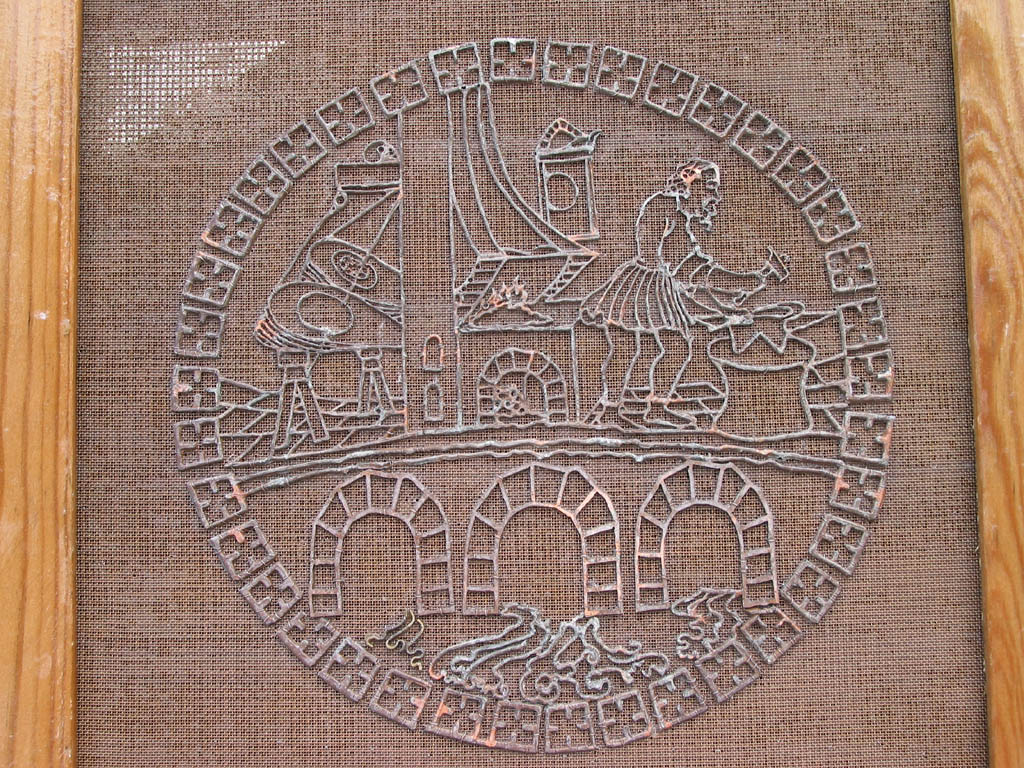
Wasserzeichen auf dem Sieb

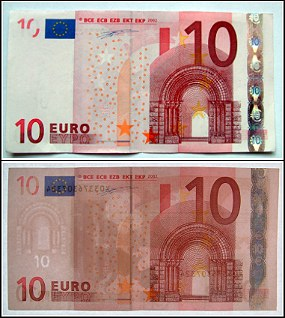
10-Euro-Banknote: Der Bereich, der bei Auflicht auf beiden Seiten weiß erscheint (oben links), lässt bei Durchlicht die Wasserzeichen erkennen (unten links). Die Banknote zeigt ein sogenanntes „Hellzeichen“ aus Blech und Draht für den Wert und ein „Schattenwasserzeichen“ für die Authentizitätsmarke

Nachweislich seit 1282 im italienischen Bologna kennzeichneten die Papiermühlen ihre Ware, indem sie auf dem Drahtgeflecht des Schöpfsiebes einen dickeren Draht in Form eines Buchstabens oder eines Symbols befestigten. Um 1800 wurde das erste mehrschichtige, 3D-Wasserzeichen hergestellt. Die Einführung der „Dandy Rolle“ in Form eines Egoutteurs im Jahr 1826 von John Marshall revolutionierte den Wasserzeichenprozess und machte es einfacher für die Produzenten. Diese Figur hinterlässt einen Abdruck im Papier; die Faserschicht ist dort dünner, und bei durchscheinendem Licht wird das Wasserzeichen als transparenteres Bild sichtbar. Umgekehrt konnte man durch ein partielles Vertiefen des Siebes eine Stoffanreicherung erzielen, die dadurch in der Ansicht ein trüberes Aussehen bekam. Durch geschicktes Kombinieren zwischen Vertiefung und Erhöhung lassen sich sogar Halbtöne simulieren. Dieses aufwendige Verfahren wird heute noch für Wasserzeichen in Banknoten angewendet. In der Frühzeit der europäischen Papierherstellung waren Wasserzeichen Herkunfts- und Geschäftszeichen der Papiermühlen.
Da die Siebe zur Papierherstellung nach rund zwei Jahren verschlissen waren, ermöglichte die Erfassung von datierbaren Wasserzeichen mit leichten Abweichungen, die durch die handwerkliche Fertigung entstanden, die Datierung des Papiers. Weil Papier wegen seines hohen Preises meist nicht lange gelagert wurde, ergibt sich damit ein vergleichsweise genaues Instrument zur Datierung der auf dem Papier überlieferten Dokumente und Grafiken. Dies ist das Arbeitsfeld der Filigranologie (Wasserzeichenkunde), einer historischen Hilfswissenschaft, die anhand der Wasserzeichen Alter und Herkunft von Dokumenten erforscht. Zu diesem Zweck sind seit Beginn des 20. Jahrhunderts umfangreiche historische Wasserzeichensammlungen angelegt worden. In Deutschland gehörte Karl Theodor Weiß und das von ihm 1897 privat begründete Deutsche Papiermuseum zu den Pionieren. Das erste umfangreiche Werk stellt Charles-Moïse Briquets dictionnaire des filigranes dar, ihm folgte die bisher noch unvollständig gedruckte Sammlung Gerhard Piccards im Landesarchiv Baden-Württemberg. Weitere große Sammlungen von Wasserzeichen befinden sich im Deutschen Buch- und Schriftmuseum der Deutschen Nationalbibliothek in Leipzig und im Papiermuseum Düren.
Die oben genannten und ein wachsender Kreis weiterer Wasserzeichenkarteien liegen inzwischen teilweise digitalisiert vor. Besonders wird dabei auf folgende Sammlungen hingewiesen:
- das mehrsprachige Wasserzeichenportal Bernstein – Das Gedächtnis der Papiere,[3] und
- das DFG-Projekt Wasserzeichen-Informationssystem,[4] das die einschlägigen Datenbanken zusammenfasst.

Durch die Digitalisierung weiterer Sammlungen wird in zunehmendem Maße auch die Lücke bei der Kartierung der im östlichen Europa verwendeten Papiere geschlossen.
Die Datierung der Wasserzeichen erfolgt in erster Linie durch die Bestimmung des verwendeten Symbols gemäß der Systematik der Karteien und zusätzlich durch Höhe und Breite des Wasserzeichens sowie Abstand der Stegdrähte. Zur Datierung und Lokalisierung der Wasserzeichen ferner auch deren Sitz innerhalb des Schöpfsiebes von Bedeutung, da sich Wasserzeichen einerseits durch Abnutzung verziehen konnten, andererseits Wasserzeichen auch von einem Schöpfsieb abgenommen und auf ein anderes aufgebracht werden konnten; eine Feinbestimmung erfordert ferner auch die Berücksichtigung des Abstandes der Kett- und Schussfäden sowie der Befestigungspunkte des Wasserzeichengebildes auf dem Sieb.
Eine Unterscheidung erfolgt in echte, halbechte und unechte Wasserzeichen.

### Echte Wasserzeichen

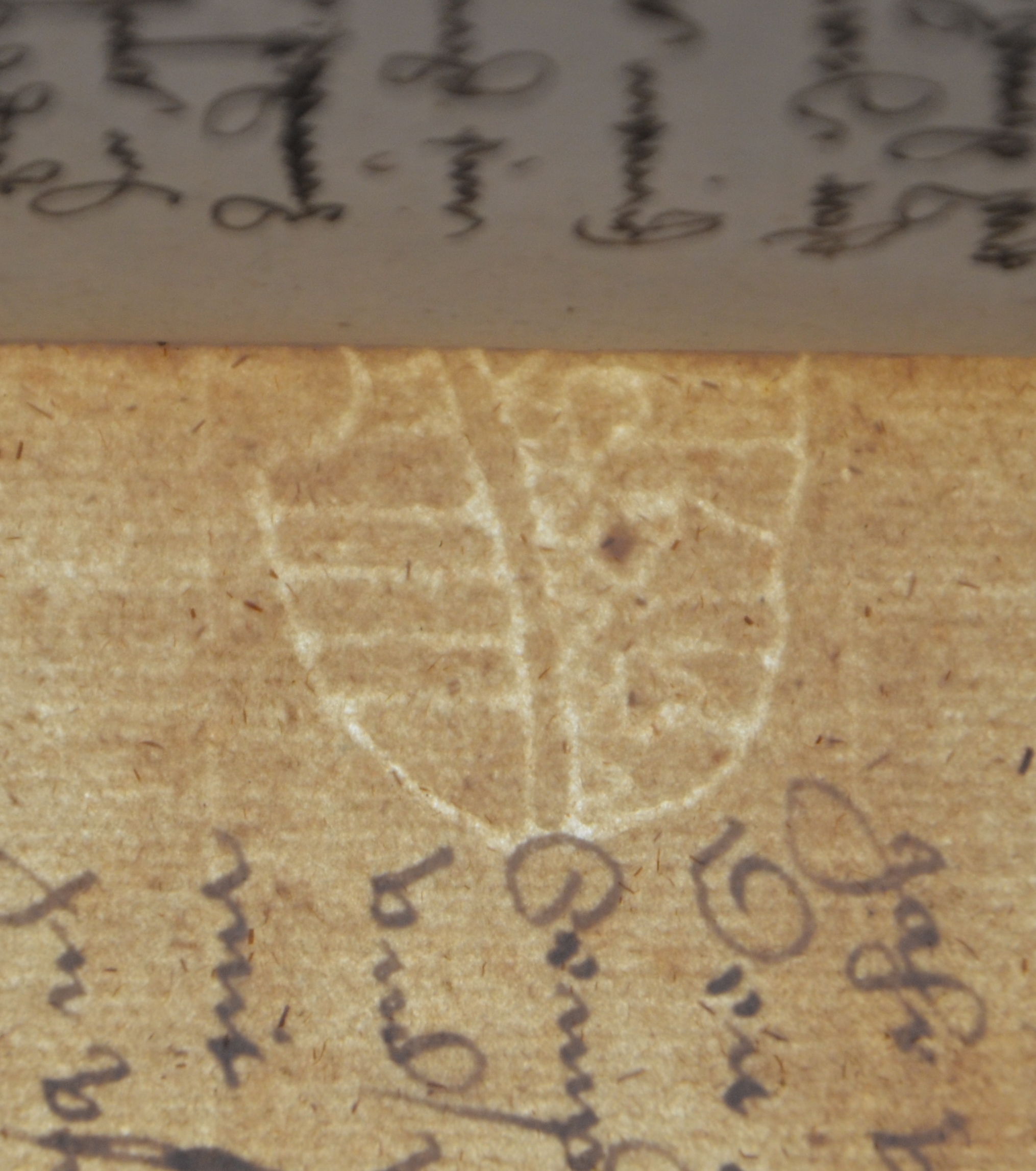
Wasserzeichen des 16. Jahrhunderts aus einer Dresdner Papiermühle, das das Wappen Sachsens zeigt (Gemeindebuch Schrebitz)

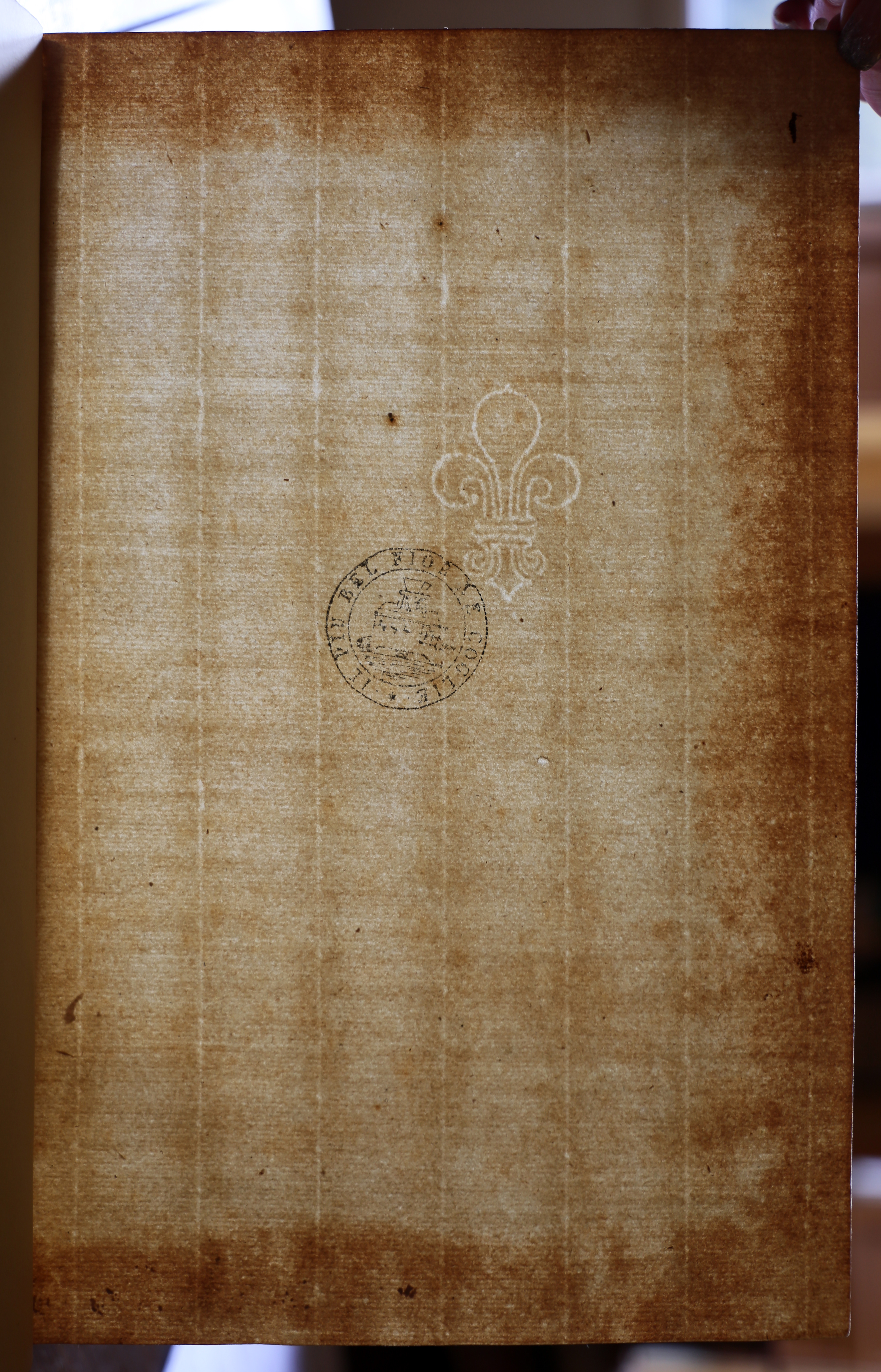
Wasserzeichen (Biblioteca dell’Accademia della Crusca, Florenz)

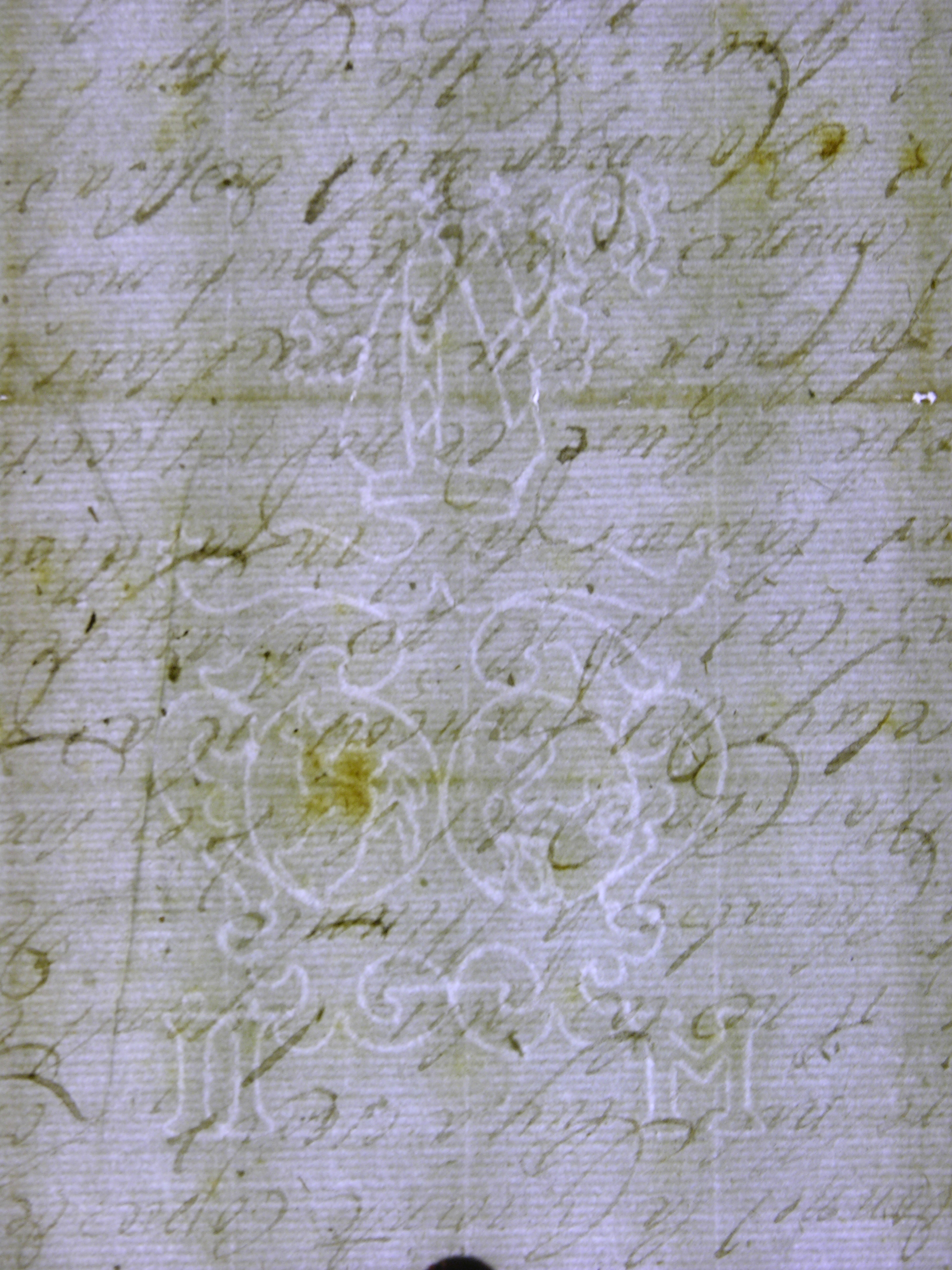
Wasserzeichen der Klosterpapiermühle Thierhaupten mit Wappen des Abtes Joseph Frantz (1701–1714), Brief vom 11. Juli 1703

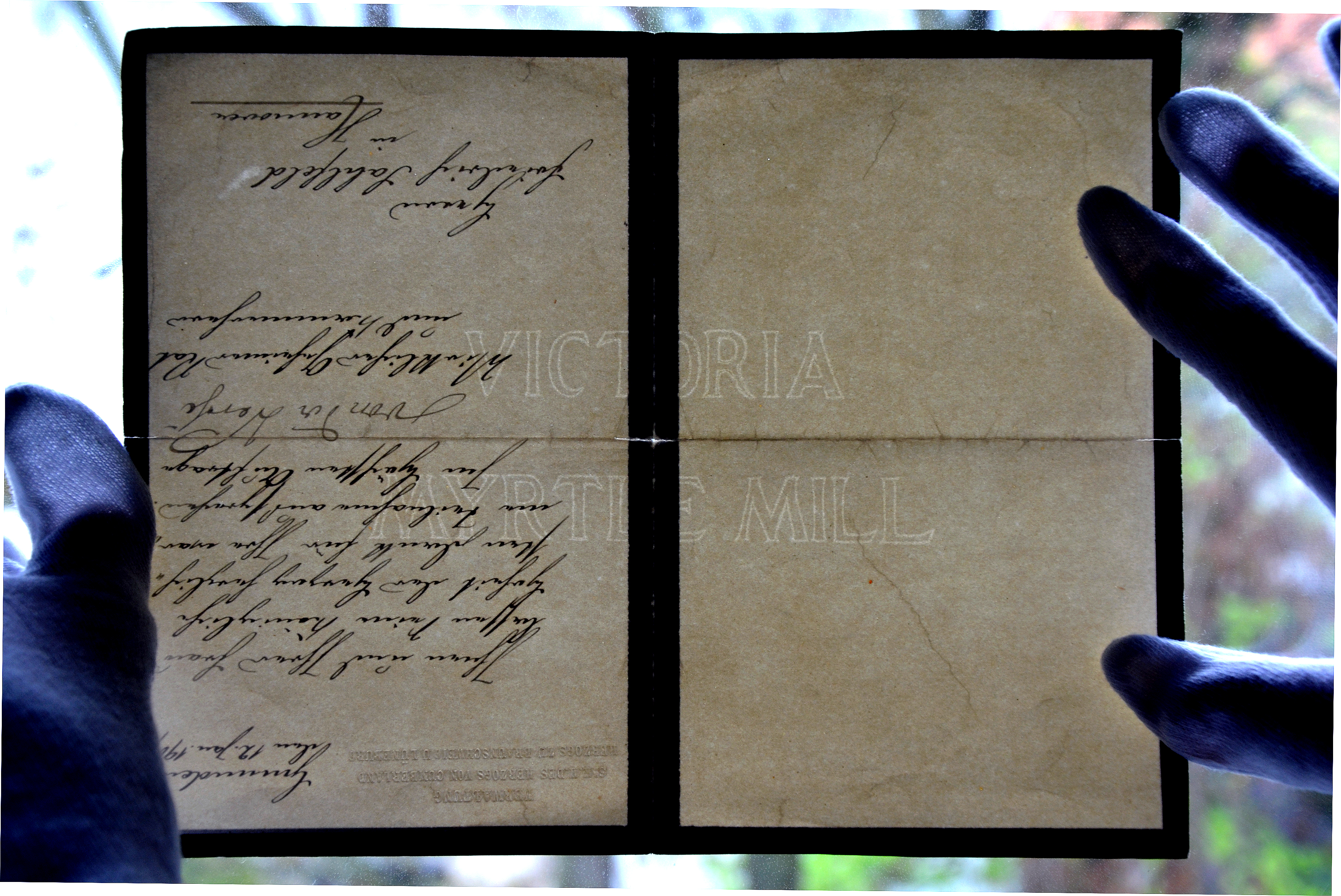
Wasserzeichen VICTORIA MYRTLE MILL in Trauerpost (1907)

Echte Wasserzeichen entstehen heutzutage meist in der Siebpartie der Papiermaschine. Die verfilzten Fasern sind noch sehr feucht, und eine fest positionierte rotierende Walze (Egoutteur) auf der Siebpartie verdünnt oder verdichtet partiell die Papierbahn an vorgegebener Stelle. Bei den echten Wasserzeichen wird unterschieden in Anlagerungswasserzeichen und Verdrängungswasserzeichen. Anlagerungswasserzeichen können ausschließlich auf der Rundsiebmaschine oder – so wie im Originalverfahren – auf dem Handsieb gefertigt werden.
Das Anlagerungswasserzeichen entsteht durch eine gestörte Ablagerung der Fasern während des Formierungsprozesses (Übergang der Faser vom Schwimmen zum Liegen). Je nach Drahtform und Faserlänge kann das Anlagerungswasserzeichen schärfer oder unschärfer ausfallen. Das typische Anlagerungswasserzeichen am Runddraht erkennt man leicht dadurch, dass beim Abgautschen ein Teil der unter den Draht geschwemmten Fasern abgerissen wird und somit der Rand immer etwas unscharf ist. Trapezdrähte oder Rechteckdrähte, die flach auf dem Sieb aufliegen, zeigen ein messerscharfes Abbild (kurzer Zellstoff). Es wird zwischen zwei Arten von Anlagerungswasserzeichen unterschieden:
- Es gibt das Zweistufige- oder Linien-Wasserzeichen, bei dem es nur einen Hell-Dunkel-Effekt gibt (z. B. die Zahl unter der Bilddarstellung im 50-Euro-Schein). Die Herstellung zweistufiger Wasserzeichen ist mit Lang-, Schräg- und Rundsiebanlagen möglich. Sie erfolgt auf dem Entwässerungssieb. Darauf werden Metalldrähte oder Metallformteile, die auch als Elektrotypen bezeichnet werden, gelötet, geklebt, genäht oder geschweißt. Das führt dazu, dass sich Teile des Siebs vollständig verschließen. Alternativ können Hoch- und Tiefprägungen im Sieb angebracht werden, wodurch die Faserdichte im Vlies verringert bzw. erhöht wird. Die Transparenz des Blattes wird dadurch gegenüber der Umgebung erhöht bzw. verringert. Als Material hierfür wird bevorzugt Bronze verwendet, sofern es sich um ein Bronzesieb handelt. Im Fall einer Siebkonstruktion aus Metall-Kunststoff-Kombinationen, bei denen Metall-Schussfäden für die Festigkeit und Kunststoff-Kettfäden für die Elastizität verwebt werden, ist eine Prägung auch möglich. In reinen Kunststoffsieben können keine Wasserzeichen eingeprägt werden. Deshalb werden diese Siebe zusammen mit Wasserzeicheneinsätzen aus perforiertem Hartmetall wie Metallplättchen oder perforierten Kunststoffplättchen verwendet.

- Das Mehrstufige-Wasserzeichen, das sich durch detailreiche Darstellung und weiche Übergänge zwischen den einzelnen Licht-Schatten-Wechseln auszeichnet (die durchscheinende Bilddarstellung des 50-Euro-Scheins). Licht- und Schatten-Wasserzeichen sind in der Anfertigung wesentlich komplizierter. Zunächst muss das Motiv in eine Wachsplatte, die von hinten beleuchtet wird, geschnitten werden. Die Flächen, Linien, Licht- und Schattenpartien werden unterschiedlich tief aus dem Wachs gearbeitet. Von diesem Wachsrelief wird ein Abguss hergestellt und von diesem wiederum werden durch Galvanisierung ein Negativ- und ein Positivrelief aus Bronze angefertigt. Zwischen diese beiden Bronzeplatten wird ein feines Kupfersieb gelegt. Durch festes Zusammenpressen werden die Formen in das Sieb übertragen. Dieses Metallsieb wird auf einen Schöpfrahmen aufgenäht und bewirkt dann beim Schöpfen, dass an den erhabenen Stellen weniger, an den vertieften Stellen dafür mehr Papierbrei verbleibt. Mehrstufige Wasserzeichen sind nur in Rundsiebmaschinen möglich, da hier das Entwässerungssieb aus mehreren, meistens aus vier übereinander liegenden Bronzesieben aufgebaut ist. Das unterste Sieb ist grobmaschig und dient als Stützgewebe. Darüber liegt ein feineres Sieb, das in den Wasserzeichenbereichen ausgeschnitten ist. Das ist wichtig, um den Fasern Spielraum zu verschaffen. In die beiden noch feineren Siebe darüber, wird mit Hilfe eines Metallstempels ein Relief in gewünschter Form eingeprägt. Auf den erhöhten Stellen legen sich nun weniger Fasern ab und es entstehen dünne, durchscheinende Stellen im Papier. Auf den vertieften Stellen sammelt sich eine größere Anzahl an Fasern und es entstehen dunkle Stellen im Papier. So können weiche Übergänge und detailreiche Motive erstellt werden.

Das Verdrängungswasserzeichen entsteht auf der Egoutteurpartie und ist dadurch gekennzeichnet, dass die Faser im Moment der Formierung durch einen von oben einwirkenden Egoutteurdraht verdrängt wird. Das dabei entstehende Wasserzeichen ist dadurch gekennzeichnet, dass es immer etwas unscharf (der verwendeten Drahtform und Elastizität des Vlieses wegen) und oftmals mit leichten Quetschrändern versehen ist. Durch den Einlaufdruck dringt Stoffwasser durch das Sieb in das Innere des Egoutteurs ein. Die Strömung wird dadurch so orientiert, dass in der Suspension frei schwimmende Fasern das Gewebe erreichen und dort entflockt werden. Anschließend können die Fein- und Füllstoffe noch leicht verfließen und so eine sehr feine, gleichmäßige Oberfläche bilden.
Um echte Schatten-Wasserzeichen zu erzeugen, werden nun bei der Herstellung des Egoutteursiebs Stellen erhitzt und eingedrückt. In diesen Aussparungen sammeln sich Papierfasern und eine partielle Verdickung findet statt. Helle Wasserzeichen entstehen durch erhabene Stellen auf der Siebwalze. Dazu werden rostfreie Drähte, genannt Elektrodrähte, auf die Oberseite des Drahtgitters gelötet. Diese verdrängen die feuchten Papierfasern und führen so zu einer geringeren Faserkonzentration.
Die Stärke des Wasserzeichens kann gesteuert werden, indem der Druck des Egoutteurs auf das Papiervlies erhöht wird oder indem der Egoutteur mit einer größeren Geschwindigkeit als das Papierflies angetrieben wird.
Im Anlagerungsverfahren lassen sich auch noch Zellstoffe markieren, die im Verdrängungsverfahren nicht mehr sauber markiert werden können (Langfaser). Für beide Wasserzeichenformen gilt: Die gewählte Drahtstärke ist abhängig von der späteren Grammatur und der Stärke des gewünschten Zeichens. Für die Handpapiermacherei mit einem Flächengewicht im Bereich von 40 bis 300 g/m2 eignen sich Drähte von ca. 0,4 bis 1,2 mm.

### Halbechte Wasserzeichen
Halbechte Wasserzeichen (beispielsweise die Molette-Wasserzeichen) entstehen durch Einpressen in die bereits wesentlich trockenere Papierbahn nach dem Verlassen der Siebpartie (meist in oder nach der ersten Presse). Sie lassen sich nachträglich durch partielle Einwirkung von Natronlauge oder Wasser größtenteils wieder entfernen. Im Gegensatz zum echten Wasserzeichen wird hier die Papierfaserbahn vorrangig geprägt und nicht wesentlich in der Faserstruktur verändert. Es findet keine nennenswerte Reduzierung oder Vergrößerung der Faserbreidicke statt. Molette-Wasserzeichen werden meist mit auf die Molette aufgezogenen Hartgummiringen (ähnlich wie Stempel oder Buchdrucktypen beschaffen) gefertigt. Typische Anwendungen für Molette-Zeichen sind längs des Randes durchlaufende Schriftzüge parallel zur Laufrichtung des Papiers. Seltener werden Molette-Zeichen als Passwasserzeichen gefertigt. Die Verwendung von Ornamenten beschränkt sich bei der Molette auf einfache Linienformen. Flächige oder Schattenwasserzeichen lassen sich auf diese Weise nicht erzeugen.
Die zweite Form der halbechten Wasserzeichen ist das Kalanderwasserzeichen. Diese werden beim Kalandrieren (Glätten durch Kombination von Friktion und Druck im Walzenwerk [= Kalander], historisch auch ‚Kalender‘ oder ‚Calender‘) des Papiers in die vollständig trockene Papierbahn eingeprägt. Das Papier wird dabei hart verdichtet. Das Kalanderwasserzeichen kann durch Quellung mit Wasser aus dem Papier entfernt werden.
Kalanderwasserzeichen erkennt man an der extrem harten Randkontur und der schnittartigen Einkerbung des Papiers. Molette-Wasserzeichen und Kalanderwasserzeichen sind oftmals nicht genau voneinander abgrenzbar. Kalanderwasserzeichen eignen sich vorzugsweise für Linienformen. Es sind aber auch flächige Formen bekannt.

### Unechte Wasserzeichen
Unechte Wasserzeichen (chemische Wasserzeichen) sind keine Wasserzeichen im eigentlichen Sinne, da sie nicht bei der Papierherstellung (also nicht durch Wasser) entstehen. Meist werden sie nachträglich aufgedruckt. Sehr häufig wird hier Transparentmasse (z. B. Glycerin, Fettfarbträger oder Schwefelsäurepaste → Merzerisation) verdruckt, die durch Zusatz von Farbpigmenten ein echtes Wasserzeichen simulieren soll. Auch eine nachträgliche Prägung in das Papier (ähnlich dem Kalandrieren), entspricht dem eines unechten Wasserzeichens.
Eine moderne Form der Wasserzeichenfälschung für die schwierig zu kopierenden Schattenwasserzeichen (Anlagerungswasserzeichen) besteht in der Blattfertigung aus zwei Blättern halber Enddicke. Dabei wird eines der Blätter vor dem Verkleben mit dem Motiv bedruckt (später innen liegend), das dann in der Durchsicht wie ein Schattenwasserzeichen erscheint. Derartige Blätter lassen sich einfach mit der Brennprobe oder einem Saugtest prüfen (siehe Karton-/Pappenfertigung).
Unechte Wasserzeichen sind leicht an der fehlenden Verdünnung/Verdickung des Papiers oder am erkennbaren Farbauftrag erkennbar und lassen sich rückstandsfrei durch chemische Reagenzien (z. B. Alkohole) aus dem Papier entfernen.
Darüber hinaus werden heutzutage Wasserzeichen auf der Basis von Ultraviolettstrahlung (UV) zunehmend als Sicherheitsmerkmal für schützenswerte Papiere eingesetzt. UV-Wasserzeichen sind im Gegenlicht hell sichtbar und erscheinen unter Schwarzlicht fluoreszierend. Zur Erhöhung des Sicherheitslevels können diese UV-Wasserzeichen in gestrichenen und farbigen Papieren eingesetzt werden.

## Digitale Wasserzeichen

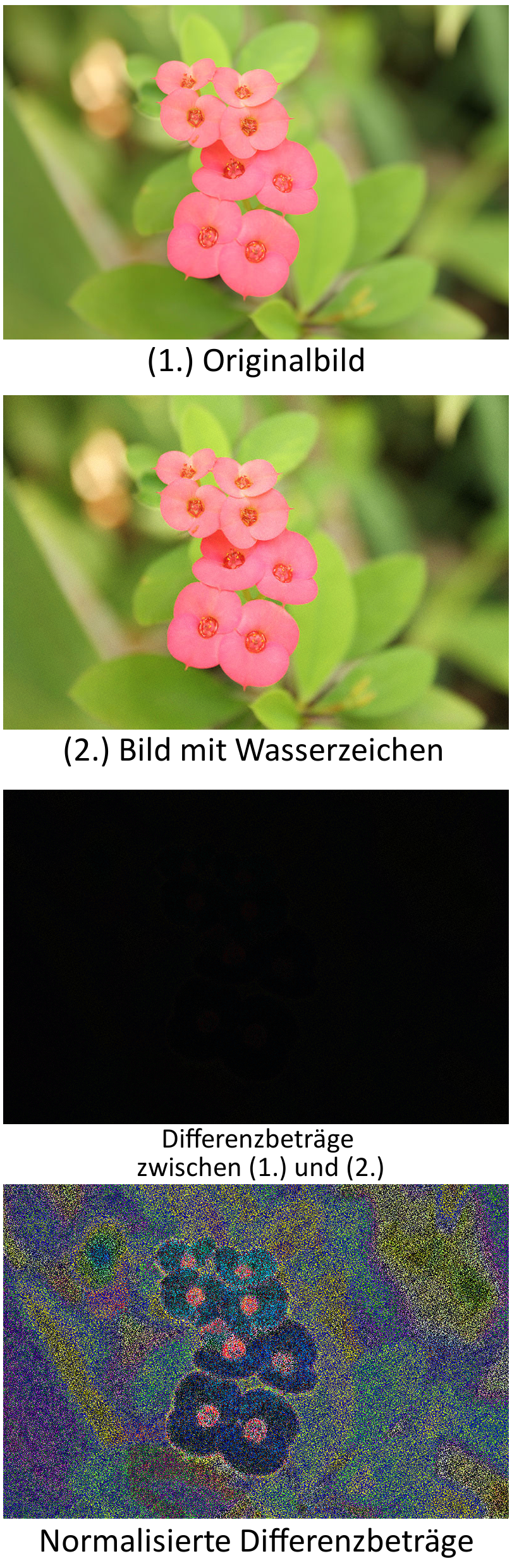
Digitales Wasserzeichen

Digitale Wasserzeichen sind in Mediendateien eingebrachte Informationen. Wesentliches Ziel dabei ist meist (wie bei einem traditionellen Wasserzeichen), dass die eigentlichen Informationen und diejenigen, die das Wasserzeichen ausmachen, nicht mehr voneinander getrennt werden können. Es gibt für jeden Medientyp (Bilder, Audio, Video) ein eigenes Verfahren, das an die jeweilige Codierung und das Datenformat angepasst ist. Die angewandten Techniken sind eng verwandt mit der Steganographie.

## Analyse von Wasserzeichen
In Archiven wurden Wasserzeichen traditionell durch Licht von hinten sichtbar gemacht und von den Archivaren mit Pauspapier von Hand nachgezeichnet. Seit den 1950er Jahren setzte man dafür die Beta-Radiografie ein, später kamen Multispekral-Aufnahmeverfahren (MSI) ins Spiel. Seit den 2010er Jahren setzen Archive zunehmend digitale Methoden ein, die typischerweise eine Durchlicht- und eine Auflichtaufnahme kombinieren. Ein prominentes Beispiel ist das 2015 gestartete WIRE-Projekt, bei dem Wasserzeichen in Rembrandts Bildern untersucht wurden. Diese Wasserzeichen weisen neben Vorskizzen auch ganz andere Motive auf und können Auskunft darüber geben, wie lange der Maler an einem Werk arbeitete.